# 劍尾雙纓麗魚
劍尾雙纓麗魚，為輻鰭魚綱鱸形目隆頭魚亞目慈鯛科的其中一種，分布於南美洲哥倫比亞Atabapo河下游流域，體長可達4.2公分，棲息在河水深色、酸性的河川中底層水域，生活習性不明。

## 擴展閱讀
維基物種上的相關：劍尾雙纓麗魚